# Консерватория имени Шуберта

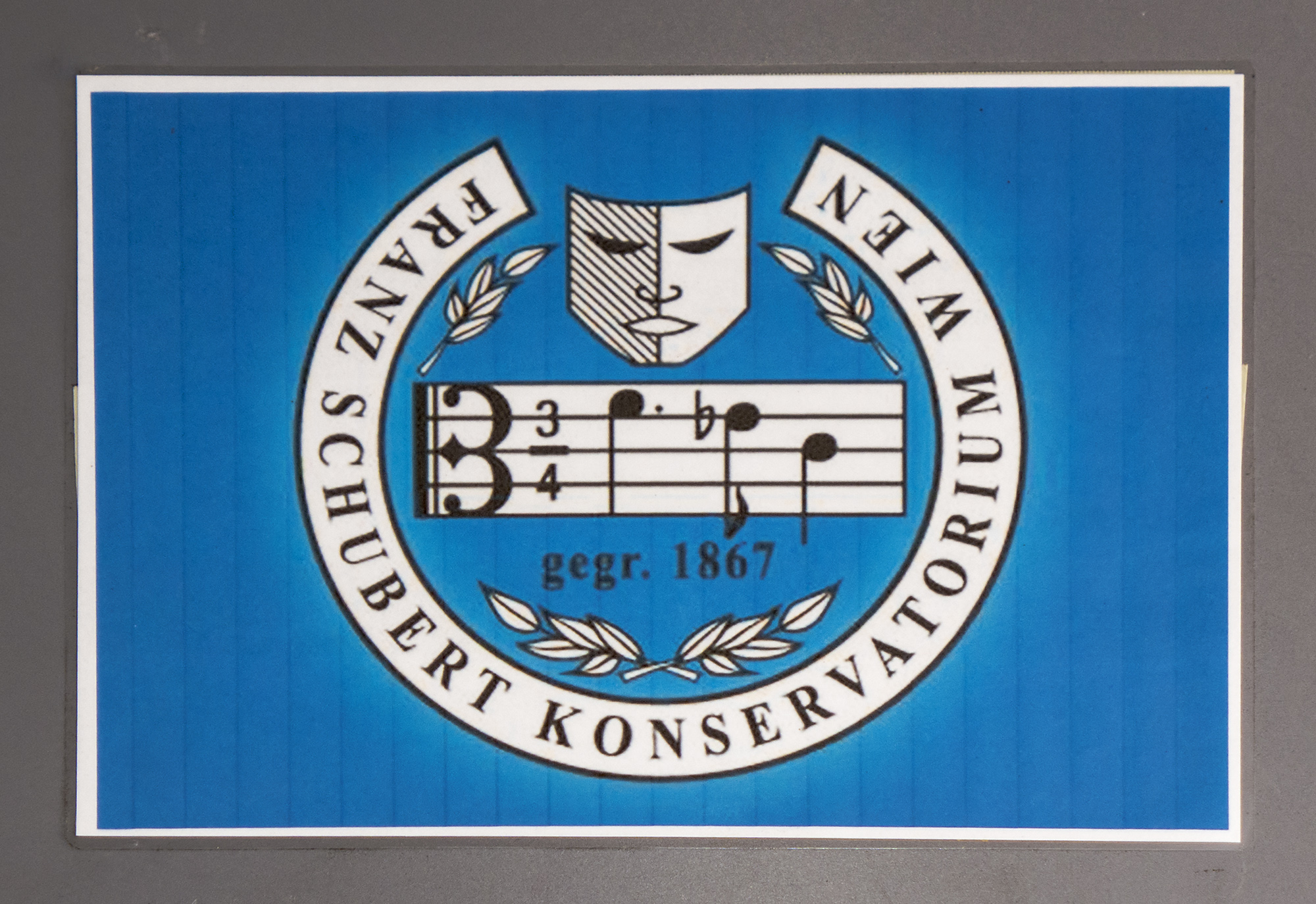
Логотип консерватории

Консерватория имени Шуберта (нем. Franz Schubert Konservatorium) — частная консерватория, работающая в Вене с 1867 года. Была основана Эдуардом Хораком как Клавирная школа Хорака (нем. Horaksche Klavierschule) и размещалась первоначально в его собственном доме; Хорак был увлечён применением в музыкальной педагогике идей Песталоцци и Адольфа Дистервега. Затем учебное заведение стало расширяться, к классам фортепиано и органа добавился вокал. Среди педагогов, работавших вместе с Хораком, были, в частности, Игнац Брюль, Герман Греденер, Йозеф Райтер, Альфред Грюнфельд, Людвиг Шитте, Теодор Хельм, Кальман Чован, Франц Якш. Наибольшего масштаба деятельность школы достигла к концу 1910-х годов: в 1919 году она насчитывала 1263 студента, в сезоне 1917/1918 годов открылось оперное отделение.
В межвоенный период школа испытала значительные трудности в связи с экономической депрессией. В 1937 году, когда количество учащихся сократилось до 100 человек, она вынуждена была обратиться за государственной субсидией. В 1941 году школа была преобразована в консерваторию. После Второй мировой войны занятия частично проходили в Бадене и Бад-Фёслау. В 1979 году консерватории было присвоено имя Франца Шуберта. В 1980 году открылось джазовое отделение.

## Руководители
- Эдуард Хорак (1867—1892)
- Франц Бриксель (1892—1914)
- Фридрих Шпигль (1914—1935)
- Карл Баллон (1935—1937)
- Гизела Гуртнер (1937—1959)
- Адольф Зедлак (1959—1979)
- Леопольд Вех (1979—1980)
- Хельмут Нойман (1980—1983)
- Карл Швец (1983—2016)
- Даниела Эгг (с 2016 года)